# Èril
Èril (en llatí Erylus) va ser, segons la mitologia romana, un fill de la deessa Ferònia. En tenim coneixement per Virgili quan a l'Eneida ens explica la seva història.
Nascut a Praeneste, tenia tres vides diferents, i tres cossos (semblant al gegant Geríon). Quan Evandre es va establir al Laci es va haver d'enfrontar amb Èril, a qui va haver de vèncer tres vegades en combat singular.